# 普通人 (電影)
（直译《普通人》）是一部2017年上映的韓國劇情片，由《英雄》的導演金奉漢（김봉한）執導，孙贤周與張赫主演。影片講述一名警察和国家安全企划部室长对抗的故事。

## 劇情介紹
该片背景设定在1987年，孙贤周饰演的姜成阵是一名正直的警察，他唯一梦想就是和妻儿住在两层楼的房子里。一天，他无意抓到杀人嫌犯后，卷入了张赫饰演的国家安全企划部室长崔圭南的秘密计划，并因此陷入生命危险。

## 演員陣容
- 孙贤周 饰演 姜成阵，重案组刑警。
- 張赫 饰演 崔圭南，国家安全企划部室长。
- 金相浩 饰演 楚在镇，《自由日报》记者。
- 趙達煥 饰演 金泰尚
- 池承炫 饰演 朴東圭，重案组新进刑警。
- 吳妍兒 饰演 朴善喜，《自由日报》记者。
- 朴庆根（박경근）饰演 梁班长
- 朴止一 饰演 李局长，《自由日报》局长。
- 崔允素 饰演 志淑
- 姜贤久 饰演 姜民国，姜成振的儿子。
- 周錫泰 饰演 年轻的检察官
- 朴亨洙 饰演 要员1
- 呂茂英 饰演 朴教授
- 金松日 饰演 金警官
- 韩荷娜 饰演 韩巡警
- 許善行 饰演 姜局长
- 金正洙 饰演 警察局长
- 金道烨 饰演 姜民国的朋友
- 朴宰哲 饰演 扒手团伙
- 楊明憲 饰演 西装男子
- 馬修杜馬 饰演 迈克，路透社记者。
- 崔范浩 饰演 医生
- 李承勇 饰演 《自由日报》记者
- 南正宇 饰演 《自由日报》记者
- 李昌直 饰演 法官
- 宋耀燮 饰演 顾问技术员
- 尹俊浩 饰演 审讯室调查官
- 羅美蘭 饰演 宋贞淑（特别出演）
- 郑满植 饰演 申容秀（特别出演）
- 孫炳昊 饰演 安企部部长（特别出演）
- 張光 饰演 金議員（特别出演）
- Lisa（英语：Lisa (South Korean singer)） 饰演 女歌手（特别出演）
- 崔成民 饰演 男演员（特别出演）

## 反響
影片上映后备受好评，在第39届莫斯科电影节获得了最佳男主角和NETPAC最佳影片奖，同时也获邀参加第16届纽约亚洲电影节和第31届日本福冈亚洲电影节竞赛单元。

## 獲獎
| 年份   | 颁奖礼                   | 奖项           | 入围者     | 结果 | 参考  |
| ------ | ------------------------ | -------------- | ---------- | ---- | ----- |
| 2017年 | 第39屆莫斯科国际电影节   | 最佳男主角     | 孫賢周     | 獲獎 | [ 8 ] |
| 2017年 | 第39屆莫斯科国际电影节   | NETPAC评审团奖 | 《普通人》 | 獲獎 | [ 8 ] |
| 2017年 | 2017年韩国电影璀璨明星奖 | 最佳明星奖     | 孙贤周     | 獲獎 |       |

## 外部連結
- NAVER上《普通人》的資料
- 韩国电影数据库（KMDb）上《普通人》的資料
- 互联网电影数据库（IMDb）上《普通人》的资料（英文）
- 豆瓣电影上《普通人》的資料 （简体中文）
- 《普通人》在HanCinema的页面（英文）
- Box Office Mojo上《普通人》的资料（英文）